# Onambélé Nku
Onambélé Nku (encore orthographié Nkou), noble Tsung-Mballa du sous-groupe Mvog-Ada, condamné à mort et abattu le 05 mai 1907 est un chef traditionnel du Sud Cameroun. Il est décapité à la suite du réveillon fomentée contre l'autorité Allemande. La mare de sang restée sur les lieux de la décapitation donne le nom de Etoa Meki au quartier.

## Biographie

### Parcours
Onambélé Nku est un rival et jaloux de la proximité de Charles Atangana (Atangana Ntsama Ndugu Karl Friedrich Otto) avec l'autorité coloniale. Il est chef à Nkolbibam (la colline des margouillats).
En 1907, Onambélé Nku est à la tête de la révolte des Mvog-Ada. C'est la seconde résistance des Ewondo après l’exécution d’Ombga Bissogo en 1895. Plusieurs chefs et notables Mvog-Ada sont arrêtés et condamnés par le tribunal présidé par Von Krosigk. Onambélé Nku est décapité à Yaoundé sur ordre d'Hans Dominik, en compagnie de tous les chefs Etons à Etoa Meki à Yaoundé. Mani Essomba, Mbala Befolo, Onambele Essomba, Onambele Nkou, Yene Mbandzie sont condamnés à mort et Beluma Essono et Fouda Nsi sont condamnés à des peines de prison. Cinq des condamnés à mort sont exécutés le 11 avril 1907. Onambele Nkou qui s'est évadé est abattu le 5 mai 1907 près de son village. Il aurait été dénoncé par son cousin Omgbwa Nsi qui a indiqué aux Allemands le lieu de sa cachette. Son corps s'est vidé de son sang, et forme une flaque sur le sol. 
Le lieu est désigné sous le nom d'Etoa-Meki, quartier de Yaoundé. 

### Hommages
- Le 1068 rue Onambélé Nkou au quartier Nlongkak porte son nom.
- Etoa Meki, "marre de sang" en Ewondo, est le nom du quartier, près de Nkolbibam, en mémoire de sa décapitation sanglante.